# Johann Jacob John
Johann Jacob John (* 1665; getauft am 24. September 1665  in Lengefeld bei Mühlhausen/Thüringen; † 28. August 1707 in Einbeck) war ein deutscher Orgelbauer.

## Leben
Johann Jacob John begann 1686 seine Lehre als Orgelbauer bei Johann Friedrich Wender in Mühlhausen/Thüringen, die er 1692 mit dem Gesellenbrief abschloss. Nach dem Tod von Andreas Schweimb übernahm er dessen Orgelbauwerkstatt in Einbeck. Er wurde am 25. Februar 1702 „Bürger und Brauer“ in Einbeck und heiratete am 1. März 1702 Anna Catharina Sporleder, die Witwe von Andreas Schweimb.
John und Schweimb standen in Konkurrenz zu Arp Schnitger und seiner Schule. Im Zusammenhang mit dem Weiterbau der Orgel in Riechenberg kam es deswegen sogar zu
juristischen Auseinandersetzungen.

„Denn sie sind mir allerseits ohne Ursache feind, und Herr Schnitger will durchaus nicht haben, daß ein anderer als er und seine Creaturen sollen einen Posaunenbaß à 32 Fuß machen, eben als wenn solches mehr Kunst als Mühe und Arbeit verursachte.“

## Werke
| Jahr      | Ort                 | Kirche                               | Bild | Manuale | Register | Bemerkungen |
| --------- | ------------------- | ------------------------------------ | ---- | ------- | -------- | --- |
| 1701      | Hemer               | St. Peter und Paul                   |      |         |          | |
| 1700–1705 | Hardehausen         | ehemalige Zisterzienserklosterkirche |      | III/P   | 48       | Nach der Säkularisation schenkte die preußische Regierung die Orgel der Gemeinde Lienen. Abbruch durch Orgelbauer Mügge, Osnabrück. |
| um 1700   | Kloster Riechenberg | Stiftskirche (abgebrochen)           |      | II/P    | 34       | Vollendung der von Schweimb begonnenen Orgelarbeit                                                                                  |
| 1706/07   | Brenkhausen         | St. Johannis                         |      | I       | 11       | Nur Prospekt erhalten. |
| 1705–1710 | Borgentreich        | St. Johannes Baptist                 |      | III/P   | 45       | Ergänzung um ein Rückpositiv (14 Stimmen) und ein freies Pedal (8 Stimmen); erhalten                                                |